# Robert Smith (zapaśnik)
Robert „Robbie” Timothy David Smith (ur. 30 stycznia 1987) – amerykański zapaśnik walczący w stylu klasycznym. Olimpijczyk z Rio de Janeiro 2016, gdzie zajął dwunaste miejsce w kategorii 130 kg.
Piąty w mistrzostwach świata w 2013 i 2015. Trzeci na igrzyskach panamerykańskich w 2015. Złoty medal mistrzostw panamerykańskich w 2015, srebrny w 2011, 2013 i 2018, a brązowy w 2017. Dziewiąty w Pucharze Świata w 2014 roku. Zawodnik Northern Michigan University.